# جريندايزر
مغامرات الفضاء: يوفو - غرندايزر (باليابانية: UFOロボ・グレンダイザー يو إف أو روبو چوريندايزاه)، هي سلسلة مانغا يابانية من تأليف جو ناغاي، صدرت في أكتوبر عام 1975 حتى مايو 1976، أنتجت إلى أنمي تلفزيوني من قبل استوديو توي أنيميشن، عرض الأنمي في 5 أكتوبر عام 1975 حتى 27 فبراير عام 1977، وتكون من 74 حلقة. يعد من أشهر مسلسلات الانمي في العالم العربي. تم إنتاج وتسجيل الدبلجة العربية بين عامي 1978 و 1979، وبدأ عرضه في بداية الثمانينيات من القرن العشرين على الشاشات العربية سواء في دول المغرب العربي أو في دول الخليج العربي، عرض المسلسل في 74 حلقة. المسلسل لم يلاقِ نجاحاً في اليابان مقارنة بالنجاح الهائل الذي حققه في الدول العربية.

## القصة
فكرة المسلسل قائمة على الصراع بين الخير والشر، يمثل الشر فيغا الكبير وهو قائد فضائي شرير يسكن في كوكبه كوكب فيغا، والذي يبعد عن الأرض والقمر ملايين السنين الضوئية، هذا الكوكب يُدمر بفعل الأشعة الفيغترونية فيغاترون وينتقل هو ومن تبقى من أتباعه إلى جمجمة القمر وهي قاعدة تابعة له على سطح القمر، وله سفينة فضائية كبيرة جدا،في الفضاء الخارجي هدفه السيطرة على جميع كواكب الكون، يستخدم فيغا في هجومه على الكواكب الأخرى رجالا آليين وروبوتات ضخمة، وفي يوم من الأيام يقوم فيغا الكبير بغزو كوكب فليد المسالم لكن يتمكن دوق فليد وهو ابن ملك الكوكب فليد الهرب من خلال سرقة الغرندايزر الذي كان يطور على كوكب فليد المتقدم علمياً ويقود غرندايزر إلى الفضاء الخارجي إلى أن يسقط بعد أيام متعبا على كوكب الأرض ويعثر عليه الدكتور آمون رئيس مركز أبحاث الفضاء في اليابان ويقوم بتبني دوق فليد دون الإفصاح عن حقيقة شخصيته ويطلق عليه اسم دايسكي، تبدأ أحداث المسلسل عندما يجهِّز فيغا الكبير خطته لغزو الأرض ويتفاجأ فيغا بوجود غرندايزر على الأرض. ينضم إلى جانب دوق فليد أبطال آخرون لمساندة غرندايزر وهم كوجي ومن ثم هيكارو وماريا أخت الدوق فليد، وفي نهاية المسلسل يتمكن دوق فليد وفريقه من القضاء على فيغا الكبير وأسطوله وفي الحلقة الأخيرة يغادر دوق فليد وأخته ماريا الأرض عائدين إلى وطنهما الأصلي كوكب فليد، لكنهما يعدان أصدقائهم بالعودة في يوما ما.

## مشروع برودكشن جي
أُُطلق مشروع غريندايزر تحت مسمى "برودكشن جي" بالتعاون بين شركة مانجا للإنتاج وشركة دايناميك بلانينج لإسناد حقوق التراخيص لشركة مانجا لتقديم منتجات وشخصيات سلسلة “جريندايزر”، واستخدامها في المدن والمرافق الترفيهية في الشرق الأوسط. كما تبع الإطلاق إعلان عن أطول مجسم معدني لجريندايزر في العالم بطول 33.7 متر، يقع في منطقة بوليفارد وورلد في الرياض، والذي دَخل لاحقًا في موسوعة غينيس للأرقام القياسية لعام 2022، عن كونة أطول مجسم معدني لشخصية في العالم.

## الإنتاج
أصل مسلسل غرندايزر
بدأ بث الأنيمي على التلفزيون الياباني من أكتوبر 1975 – مايو 1976، وكان من إنتاج توي أنيميشن وتأليف جو ناغاي، من الجيد معرفة أنه وصل للبلدان بسرعة كبيرة نسبياً – تم عرضه باللغة العربية في بدايات الثمانينيات – مما لعب دوراً في نجاحه بالإضافة للعمل المميز لفريق الدبلجة العربية. أن نواة قصة غرندايزر الأساسية تشذيباً لفيلم أنيمي يسبقه يسمى ب The Great Battle of the Flying Saucer، 宇宙円盤大戦争 ، المعركة الكبرى للوحوش الآلية الطائرة.
تصميم غرندايزر في الفيلم مختلف تماماً عن التصميم جريندايزر في الأنمي (حتى اسمه في الفلم كان Gattaiger غاتايغر، غاتتا باليابانية تعني الاتحاد – آتية من فكرة الالتحام بين سبيزر وتايغر - أما تايغر بالإنكليزية فمعناها النمر)، أما بالنسبة لدايسكي فهو تقريباً نفسه مع تعديل ألوان البزة، هيكارو وغورو أيضاً موجودين والجو العام للقصة أمريكي. في القصة الأصلية يفر دايسكي (دوق فليد) هارباً من الكوكب فليد بعد أن هاجمته وحوش كوكب Yarban، وذلك على متن الطبق التجريبي المسمى غاتايغر، بعدما يصل للأرض وجده العالم آمون وتبناه كابن له وأخفى حقيقته، وبعد مرور فترة اكتشفت قوات ياربان وجود دوق فليد على الأرض، وتحدث بينهم معركة فاصلة، وفي اللحظة الأخيرة تنقذه خطيبته السابقة من كوكب ياربان واسمها تيرونا، بأن تضحي بنفسها ويتمكن بعدها من العودة لكوكب فليد. موسيقى وأغنية المقدمة في الفيلم هي نفسها مع تغيير كلمة كاتايغر بكلمة غرندايزر، والموسيقى التصويرية لجميع حلقات غرندايزر موجود كلها في الفيلم.
تم عرض الفيلم الذي هو من تأليف جو ناغاي عام 30 -6-1975م، وحقق نجاحًا ساحقًا تم جلب قصة الصراع من قصة أوني وبعض عناصر الكوميديا من قصة Harenchi Gakuen (دامبي موجود نفسه تقريباً في تلك السلسلة مع تحوير بسيط في الشكل)، تم جلب التصميم للرجل الآلي من تصميم مازنجر، اسم آمون استخدمه جو ناغاي لتسمية والد دايسكي في مفارقة تبدو غريبة للوهلة الأولى، فيغا الكبير وزوريل يبدوان مشابهين بشدة لشكل Devilman. شركة توي أنيميشن طلبت من غو ناغاي أن يحول هذا الفيلم إلى أنمي،
المشكلة الأساسية كانت مع كوجي، إذ أن معظم الناس كانوا يعتبرون بأن غرندايزر هو مجرد امتداد لسلسلة مازنجر الساحقة النجاح، لم يصدق مساعدو جو ناغاي أنه لا يريد استخدام كوجي كقائد لغرندايزر، كان هذا سيضر كثيراً بشعبية العمل! وبعد العديد من التوسلات قبل جو ناغاي على مضض استخدام كوجي كشخصية ثانية في المسلسل، وهو الأمر الذي لم يرق لمحبي مازنجر على الإطلاق والذين رأوا بطلهم المحبوب يعامل بخفة من قبل دايسكي – خصوصاً في الحلقات الأولى – ومن الأسباب الأساسية لضعف الأنمي في اليابان.

## النسخ واللغات
ترجم غرندايزر إلى لغات عديدة بالرغم من أن النسخة اليابانية لم تحظ بالنجاح الذي حققته النسخة العربية والأوروبية ولعل السبب يرجع إلى أن الدوق فليد أخذ دور البطولة من كوجي بطل مازنجر زد
- ترجم غرندايزر إلى لغات عديدة منها العربية والإنجليزية والفرنسية والإيطالية:
- الاسم بالعربي: مغامرات الفضاء غرندايزر
- الاسم بالياباني: UFO Robo Grendizer
- الاسم بالإنجليزي: UFO Robot Grandizer
- الاسم بالفرنسي: UFO Robot Goldrak
- الاسم بالإيطالي: Atlas Ufo Robot
- الاسم بالإسباني: Duke Fleed[8]

## الأنمي

### الحلقات
عدد حلقات جريندايزر 74 حلقة مدة كل حلقة حوالي 21:45 إحدى وعشرين دقيقة وخمس وأربعين ثانية مع وجود حلقات أقصر أوأطول بمدة يسيرة.
عناوين الحلقات:
| #  | تاريخ العرض | العنوان                     | العنوان                              | الصحن المتوحش/وحش فيغا                       | الصحن المتوحش/وحش فيغا                               |
| #  | تاريخ العرض | ياباني                      | عربي                                 | ياباني                                       | عربي                                                 |
| -- | ----------- | --------------------------- | ------------------------------------ | -------------------------------------------- | ---------------------------------------------------- |
| 1  | 10/5/1975   | 兜甲児とデュークフリード    | كوجي كابوتو ودوق فليد                | 円盤獣・ギルギル                             | الصحن المتوحش غيل غيل                                |
| 2  | 10/12/1975  | ああ! わが大地みどりなりき  | يا أرضنا الخضراء                     | 円盤獣・ガメガメ                             | الصحن المتوحش غامي غامي                              |
| 3  | 10/19/1975  | 危機迫る白樺牧場            | مزرعة البتول الأبيض في خطر           | 円盤獣・バルバル                             | الصحن المتوحش بال بال                                |
| 4  | 10/26/1975  | 若き血潮は紅に燃ゆ          | فليسقط غول غول                       | 円盤獣・ゴルゴル                             | الصحن المتوحش غول غول                                |
| 5  | 11/2/1975   | 炎の愛を夕陽に染めて        | حب في أمسية المجد                    | 円盤獣・ドムドム                             | الصحن المتوحش دوم دوم                                |
| 6  | 11/9/1975   | 大空を斬る闘魂              | الروح المحاربة تتجه نحو الفضاء       | 円盤獣・ダムダム                             | الصحن المتوحش دامو دامو                              |
| 7  | 11/16/1975  | たとえ我が命つきるとも      | حتى لو أخسر حياتي                    | 円盤獣・ギンギン フイフイ                    | الصحن المتوحش جين جين فوي فوي                        |
| 8  | 11/23/1975  | 地球の緑はあたたかい        | أي عالم سلام هذا؟                    | 円盤獣・ダルダル                             | الصحن المتوحش دول دول                                |
| 9  | 11/30/1975  | 許されざる怒りを越えて      | تغلب على الغضب غير المسموح به        | 円盤獣・ジルジル                             | الصحن المتوحش جيرو جيرو                              |
| 10 | 12/7/1975   | あこがれは星の彼方に        | الشوق إلى والدي                      | 円盤獣・グリグリ                             | الصحن المتوحش غوري غوري                              |
| 11 | 12/14/1975  | 黒い太陽の中の悪魔!!        | الأشرار يعترضون الشمس الحارقة        | 円盤獣・バリバリ                             | الصحن المتوحش باري باري                              |
| 12 | 12/21/1975  | 虹の橋を渡る少女            | فتاة تعبر جسر قوس قزح                | 円盤獣・ガニガニ                             | الصحن المتوحش غاني غاني                              |
| 13 | 12/28/1975  | 狙われたグレンダイザー      | غرندايزر في خطر                      | 円盤獣・ゲルゲル                             | الصحن المتوحش غيرو غيرو                              |
| 14 | 1/4/1976    | ボスボロットがやって来た!!  | رأس السنة عند الرئيس بيرت            | 円盤獣・ドリドリ                             | الصحن المتوحش دوري دوري                              |
| 15 | 1/11/1976   | 遥かなる母への手紙          | إلى أمي العزيزة                      | 円盤獣・ガルガル                             | الصحن المتوحش غارو غارو                              |
| 16 | 1/18/1976   | こころにひびく愛の鐘        | انتصار حب                            | 円盤獣・フルフル                             | الصحن المتوحش فورو فورو                              |
| 17 | 1/25/1976   | 小さな生命を救え!           | إنقاذ حياةً صغيرة                     | 円盤獣・ギバギバ                             | الصحن المتوحش غيبا غيبا                              |
| 18 | 2/1/1976    | 発進! 秘密ルート7           | الطريق السري رقم سبعة                | 円盤獣・ガデガデ                             | الصحن المتوحش غادي غادي                              |
| 19 | 2/8/1976    | 恐怖のエアロライト!         | معادن الجو المخيفة                   | 円盤獣・ゴズゴズ                             | الصحن المتوحش جوز جوز                                |
| 20 | 2/15/1976   | 決死の雪山脱出作戦          | النجاة من الجبل المكلل بالثلوج       | 円盤獣・ベドベド                             | الصحن المتوحش بيدو بيدو                              |
| 21 | 2/22/1976   | 決戦! オーロラの輝き        | يوم بزوغ الفجر                       | 円盤獣・ゲドゲド                             | الصحن المتوحش غيدو غيدو                              |
| 22 | 2/29/1976   | 花一輪の勇気                | شجاعة زهرة                           | 円盤獣・ギロギロ                             | الصحن المتوحش غيرو غيرو                              |
| 23 | 3/7/1976    | 激流に叫ぶひかる            | هيكارو تستنجد عبر الشلال             | 円盤獣・ギスギス                             | الصحن المتوحش غيسو غيسو                              |
| 24 | 3/14/1976   | 危うしデュークフリード!     | دوق فليد في خطر                      | 円盤獣・ドグドグ                             | الصحن المتوحش دوغو دوغو                              |
| 25 | 3/21/1976   | 大空に輝く愛の花            | زهرة حب أينعت في العلاء              | 円盤獣・ダリダリ                             | الصحن المتوحش داري داري                              |
| 26 | 3/28/1976   | スカルムーン総出撃!         | الهجمات المتوالية                    | 円盤獣・ウルウル ギドギド ハドハド           | الصحن المتوحش أورو أورو غيدو غيدو هادو هادو          |
| 27 | 4/4/1976    | 猛攻撃! グレンダイザー      | هجوم غرندايزر المضاد                 | 円盤獣・ウルウル ハドハド                    | الصحن المتوحش أورو أورو هادو هادو                    |
| 28 | 4/11/1976   | 闇夜に響く悪魔のベル        | جرس الشيطان في الظلام                | 円盤獣・ベルベル                             | الصحن المتوحش بيرو بيرو                              |
| 29 | 4/18/1976   | さらば 宇宙の友よ!          | وداع الصديق القادم من الفضاء         | 円盤獣・デラデラ                             | الصحن المتوحش ديلا ديلا                              |
| 30 | 4/25/1976   | 赤い傷跡のバラード          | حكاية الندبة الحمراء                 | 円盤獣・ゴダゴダ                             | الصحن المتوحش غودا غودا                              |
| 31 | 5/2/1976    | 空に花咲け! ボスの友情      | صداقة جديدة                          | 円盤獣・ライライ                             | الصحن المتوحش راي راي                                |
| 32 | 5/9/1976    | 母に向って撃て!             | تمردُ على الأم                        | 円盤獣・ザウザウ                             | الصحن المتوحش زاو زاو                                |
| 33 | 5/16/1976   | 必殺! ミュータントの最後    | موت سلاح جديد                        | 円盤獣・ザリザリ                             | الصحن المتوحش زاري زاري                              |
| 34 | 5/23/1976   | 狼の涙は流れ星              | دمعة الذئب                           | 円盤獣・ゴメゴメ ゴンゴン                    | الصحن المتوحش غومي غومي غون غون                      |
| 35 | 5/30/1976   | 飛べ! ダブルスペイザー      | طيران في الفضاء                      | 円盤獣・ブンブン                             | الصحن المتوحش بونبون                                 |
| 36 | 6/6/1976    | 燃える大空の誓い!           | عهد في الفضاء                        | 円盤獣・ジラジラ                             | الصحن المتوحش جيرا جيرا                              |
| 37 | 6/13/1976   | 翼にいのちをかけろ!         | اربط حياتك بأجنحة                    | 円盤獣・ガンガン                             | الصحن المتوحش غان غان                                |
| 38 | 6/20/1976   | ひかる、涙のドッキング!     | التحام دامع                          | 円盤獣・ドイドイ                             | الصحن المتوحش دوي دوي                                |
| 39 | 6/27/1976   | 奇襲! ベガ星突撃隊          | الهجوم المفاجئ                       | 円盤獣・ウラウラ                             | الصحن المتوحش أولا أولا                              |
| 40 | 7/4/1976    | 激突!炎の海原               | ارتطام شديد، البحر يلتهب             | 円盤獣・ブイブイ                             | الصحن المتوحش بوي بيو                                |
| 41 | 7/11/1976   | マリンスペイザー出動せよ!   | انطلاق السلاح الملاحي                | 円盤獣・ガモガモ                             | الصحن المتوحش غاموغامو                               |
| 42 | 7/18/1976   | 危機! 研究所よ立ち上がれ    | مركز أبحاث الفضاء                    | 円盤獣・ガウガウ                             | الصحن المتوحش غاو غاو                                |
| 43 | 7/25/1976   | 隕石落下! 謎の孤島          | نيزك جزيرة مهجورة                    | 円盤獣・グメグメ                             | الصحن المتوحش غومي غومي                              |
| 44 | 8/1/1976    | 祭りの夜円盤獣が来る!       | ليلة الاحتفال                        | 円盤獣・ドズドズ                             | الصحن المتوحش دوزو دوزو                              |
| 45 | 8/8/1976    | 燃えろ! ドリルスペイザー    | أحرق أيها السلاح الثاقب              | 円盤獣・ゴドゴド ベガ星蟻                    | الصحن المتوحش غودو غودو نمل نجم فيغا                 |
| 46 | 8/15/1976   | 空からサメが降って来た!!    | أسماك قرش تهبط من السماء             | 円盤獣・ガリガリ                             | الصحن المتوحش غاري غاري                              |
| 47 | 8/22/1976   | 湖が地獄の火を吐いた!       | البركة تخرج نار جهنم                 | 円盤獣・ガドガド                             | الصحن المتوحش غادو غادو                              |
| 48 | 8/29/1976   | 地の底に悪魔がいた!         | شياطين من جوف الأرض                  | 円盤獣・ダクダク                             | الصحن المتوحش داكو داكو                              |
| 49 | 9/5/1976    | 赤い夕陽に兄を見た!         | رأيت أخي في غروب الشمس الأحمر        | 円盤獣・デキデキ                             | الصحن المتوحش ديكي دكي                               |
| 50 | 9/12/1976   | 暗殺!! 兜甲児を消せ         | تخلصوا من كوجي كابوتو                | 円盤獣・フビフビ                             | الصحن المتوحش فوبي فوبي                              |
| 51 | 9/19/1976   | 大接近!! 悪魔の星           | الاقتراب الهائل                      | 円盤獣・ガレガレ                             | الصحن المتوحش غاري غاري                              |
| 52 | 9/26/1976   | ベガ大王軍団大移動!         | التحرك الكبير لجيش فيجا              | 円盤獣・グルグル ドモドモ ベガ獣・キングゴリ | الصحن المتوحش غورو غورو دومو دومو وحش فيغا كينغ غوري |
| 53 | 10/3/1976   | 死闘! キングゴリを倒せ      | قتال حتى الموت مع وحش فيجا           | ベガ獣・キングゴリ                           | وحش فيغا كينغ جغوري                                  |
| 54 | 10/10/1976  | 謎の恐怖! 日本海溝          | رعب في أعماق البحر                   | ベガ獣・バニバニ                             | وحش فيغا باني باني                                   |
| 55 | 10/17/1976  | 恐怖! 悪魔の怪気球          | المنطاد المرعب                       | ベガ獣・グレグレ                             | وحش فيغا غوري غوري                                   |
| 56 | 10/24/1976  | 危機を呼ぶ偽博士!           | دكتور مزيف يسبب أزمة                 | ベガ獣・ダイダイ ベガ獣・ザミザミ            | وحش فيغا داي داي وحش فيغا زامي زامي                  |
| 57 | 10/31/1976  | 吼えろ! ぼくの怪獣          | الخنفس المتوحش                       | ベガ獣・ブドブド                             | وحش فيغا بودو بودو                                   |
| 58 | 11/7/1976   | 悪魔にされたグレンダイザー! | ظهور جرندايزر مزيف                   | ベガ獣・ベニベニ 偽グレンダイザー            | وحش فيغا بيني بيني جريندايزر المزيف                  |
| 59 | 11/14/1976  | ああ! 少年コマンド隊        | مقاتلون صغار مخدوعون                 | ベガ獣・ダキダキ                             | وحش فيغا داكي داكي                                   |
| 60 | 11/21/1976  | 午後七時東京タワー爆発!!    | قلعة طوكيو ستدمر الساعة السابعة مساءً | ベガ獣・ズネズネ                             | وحش فيغا زوني زوني                                   |
| 61 | 11/28/1976  | 特攻スパイ大作戦!           | خطة بيجاسوس                          | ベガ獣・グワグワ                             | وحش فيغا غوا غوا                                     |
| 62 | 12/5/1976   | 戦慄! 白鳥が来た日          | يوم جاء البجع                        | ベガ獣・ゴエゴエ                             | وحش فيغا غوي غوي                                     |
| 63 | 12/12/1976  | 雪に消えた少女キリカ        | اختفاء كريكا في الجليد               | ベガ獣・ズメズメ                             | وحش فيغا زومي زومي                                   |
| 64 | 12/19/1976  | 東京全滅五分前!             | خمس دقائق قبل تدمير طوكيو            | ベガ獣・グドグド                             | وحش فيغا غودو غودو                                   |
| 65 | 12/26/1976  | 兜甲児一本勝負!             | كوجي كابوتو في موقف بطولة            | ベガ獣・ザスザス                             | وحش فيغا زاسو زاسو                                   |
| 66 | 1/2/1977    | 死の海底400M（メートル）!   | الموت تحت سطح البحر بـ 400 متر       | ベガ獣・ワグワグ                             | وحش فيغا واغو واغو                                   |
| 67 | 1/9/1977    | 決死の海底基地爆破          | انسفوا قاعدة الغواصات                | ベガ獣・イブイブ ベガ獣・ラグラグ            | وحش فيغا إبيبي وحش فيغا راغو راغو                    |
| 68 | 1/16/1977   | 吹雪の中のマリア            | ماريا في العاصفة الثلجية             | ベガ獣・ブエブエ                             | وحش فيغا بوي بوي                                     |
| 69 | 1/23/1977   | 父に捧げる愛のオーロラ      | زوريل في محنه                        | ベガ獣・ガイガイ                             | وحش فيغا غاي غاي                                     |
| 70 | 1/30/1977   | 涙は胸の奥深く              | إلى اللقاء يا ملك فليد               | ベガ獣・ガビガビ                             | وحش فيغا غابي غابي                                   |
| 71 | 2/6/1977    | 悲劇の親衛隊長モルス        | وداعاً يا أعز صديق                    | ベガ獣・ジガジガ                             | وحش فيغا جيغا جيغا                                   |
| 72 | 2/13/1977   | はるかなる故郷の星          | مواطن من كوكب بعيد                   |                                              | لايوجد                                               |
| 73 | 2/20/1977   | この美しい地球のために      | إكراماً لهذه الأرض الرائعة            | ベガ獣・グラグラ                             | وحش فيغا غرا غرا                                     |
| 74 | 2/27/1977   | 永遠に輝け! 二つの星        | أشرقا للأبد أيُها النجمان             | ベガ獣・グラグラ                             | وحش فيغا غرا غرا                                     |

### جريندايزر يو
في 5 أغسطس 2023 تم الإعلان عن إعادة إنتاج لسلسلة الأنمي الأصلية بعنوان جريندايزر يو(باليابانية: グレンダイザーU). وقد تم إنتاجه بواسطة شركة غاينا وإخراج "شون كودو" مع "ميتسوؤو فوكودا" كمخرج رئيسي، ""جو ناغاي" كمنتج تنفيذي، و"إيتشيرو أوكوتشي" المشرف على كتابة نصوص المسلسل إلى جانب "تاسوتو هيغوشي"، و"يوشيوكي ساداموتو" مصمم الشخصيات، و"كو انابي" و"آف كورو" و"جونيشي اكوتسو" الذين يقدمون التصميمات الميكانيكية و"كوهي تاناكا" مؤلف الموسيقى. تم عرضه لأول مرة في 5 يوليو 2024 على جميع محطات شبكة تي إكس التابعة في اليابان. أغنية المقدمة هي "Kaishin no Ichigeki" التي أدتها فرقة غلاي، في حين أن أغنية النهاية هي "Protect You" التي أدتها فرقة باند ميد.

## معلومات عن فريق عمل غرندايزر
مؤلف العمل هو المؤلف الياباني جو ناغاي بالإنجليزية Go Nagai وله أعمال أخرى مشهورة مثل سلسلة مازنجر مازنجر زد وبعده أتى جريت مازنجر وسلسلةديفل مان.
- المخرج: كاتسوميتا تماهرو وأكيمي مايازاكي بالإنجليزية Masayuki، Katsumata Tomoharu Akemi
- مصمم الشخصيات: شينغو أركي بالإنجليزية Araki Shingo
- الرسام: شينغو أركي بالإنجليزية Shingo Araki
- الموسيقى: سنسوك كيكاتشي بالإنجليزية Shunsuke Kikuchi
- الشركة المنتجة: توي أنيماتيون بالإنجليزية Dynamic Planning، Toei Animation، Fuji Tv
- تاريخ الإنتاج: 1975-10-05
- تاريخ الانتهاء: 1977-02-27[14]

## الدبلجة العربية
لعل أهم أسباب نجاح غرندايزر الإبداع الفني في دبلجته والأسلوب الرائع الذي كانت تردد به الحوارات، فقد تميز الفنان جهاد الأطرش الذي أدى دور دايسكي بنبرة مميزة خصوصا عندما كان يصرخ مع إطلاق جريندايزر لأسلحته كـ «شعاع اليد» و«عاصفة الجاذبية» و«الرزة المزدوجة» وأيضا عندما كان ينفعل عند أداء حركات جريندايزر كـ «دورة كاملة»، «التحام» و«دايزر أقفز» ولا ننسى بعض العبارات الحماسية مثل «الويل للمعتدين».
أسماء الفنانين العرب الذين قاموا بأدوار الدبلجة:
- دايسكي / دوق فليد: جهاد الأطرش[15]
- كوجي كابوتو: عبد الله حداد
- هيكارو: نوال حجازي
- ماريا فليد: سوسن بيرقدار (سوزان بيرقدار)
- جورو: ريما حداد
- نايدا - كاووري - شينشي: عايدة هلال
- دامبي: مروان حداد
- دكتور أمون: غانم الدجاني
- فيغا الكبير: صلاح مخللاتي في الجزء الأول والجزء الآخر صبحي عيط
- بانتا: صلاح مخللاتي
- القائد جورمان: صلاح مخللاتي
- روبينا / كريكا: ريما حداد
- هياشي: علي صفا
- جندال: نزيه قطان في الجزء الأول حتى الحلقة 26 وعمر الشمّاع الجزء الآخر
- زوريل: صبحي أبو لغد
- بلاكي: صبحي أبو لغد
- السيدة جندال: في الجزء الأول عايدة هلال الجزء الآخر من حلقة 27 سوسن بيرقدار
- وزير الدفاع دانتوس: رياض يزبك
- زوريل الابن: رياض يزبك
- كين: عمر الشماع
- إسماعيل نعنوع: عدة شخصيات ومنها القائد جوس، وبوس.

الإشراف الفني: شركة التلفزيون اللبنانية
أعد الترجمة وأخرج الصوت باللغة العربية: الاتحاد الفني – بيروت
---------------
أسماء الفنانين اليابانيين الذين قاموا بأدوار الدبلجة:
- دايسكي: كي تومايما (بالإنجليزية: Kei Tomiyama)
- هيكارو: شيوكو كاواشيما (بالإنجليزية: Chiyoko Kawashima)
- الدكتور أمون: جوجي يانامي (بالإنجليزية: Jouji Yanami)
- فيغا: جوجي يانامي (بالإنجليزية: Jouji Yanami)
- بلاكي: كينيشي اوغاتا (بالإنجليزية: Kenichi Ogata)

### أغنية البداية بالعربية
أغنية البداية من كلمات الشاعر السوري موفق شيخ الأرض وغناء الفنان اللبناني سامي كلارك، وكلماتها كما يلي:
- جريندايزر أغنية البداية على يوتيوب(YouTube)
- جريندايزر أغنية النهاية على يوتيوب(YouTube)

## فريق الخير
هنا قائمة بالشخصيات الرئيسية وبعض الشخصيات الثانوية في الأنمي جريندايزر
| شخصيات جريندايزر على الأرض (فريق الخير) | شخصيات جريندايزر على الأرض (فريق الخير) | شخصيات جريندايزر على الأرض (فريق الخير) |
| الاسم                                   | الصورة                                  | الدور |
| --------------------------------------- | --------------------------------------- | --- |
| دايسكي                                  |                                         | الشخصية الأساسية والبطل في هذا الأنيمي وملاح جريندايزر. هو أمير كوكب فليد ولذلك يدعى دوق فليد، فقد دايسكي والديه أثناء تدمير كوكب فليد ولم ينجُ إلا هو وأخته ماريا التي نجت بواسطة أحد المخلصين لكوكب فليد والذي قام بأخذها معه إلى الأرض. عندما غزى جيش الفيغا كوكب فليد تصدى لهم الدوق فليد بحامي الكوكب فليد الجريندايزر وقاتل حتى النهاية ولم يجد أي خيار آخر للبقاء فالكوكب دمر وأصبح ملوثا بالإشعاعات فانطلق الدوق فليد بالجريندايزر بالفضاء الواسع دون هدف إلى أن رأى كوكبا براقا هو الأرض ووصل الدوق فليد مع الجريندايزر إلى الأرض وحط على قمة جبل فوجي وسقط الدوق فليد منها متعبا وفي نفس الوقت كان الدكتور أمون وهو عالم فلك من الأرض مصادفة على جبل فوجي ووجد الجريندايزر والدوق فليد أمامه فاقد للوعي فأنقذ حياته وبعد ما عرف قضيته تبناه كابنه واسماه دايسكي أمون وتستر على هذا السر عن الجميع وعاش دايسكي حياة هانئة على هذه الأرض الجميلة. دايسكي إنسان هادئ محب للطبيعة ويعشق الأرض. في حلقات المسلسل يقوم دايسكي بحماية الأرض عن طريق الدفاع عنها بواسطة جريندايزر. مهارات دايسكي لا تقتصر على قيادة جريندايزر فهو أيضا يعشق ركوب الخيل على حصانه سيلفر وكذلك يركب الدراجة بمهارة. |
| كوجي                                    |                                         | البطل الثاني في هذا الأنيمي كوجي هو نفسه بطل مسلسل مازنجر زد، بعد أن رجع من أمريكا وأنهى دراسته الجامعية ورجع بمشروع تخرجه وهو التيفو. شاب متعدد المواهب وله خبرة واسعة في المعارك، شاب شجاع ومرح يحب الدعابة والمزاح.. ساعد دايسكي عدة مرات في القضاء على الأشرار، نقطة ضعفه الوحيدة أنه كثير الانفعال والتسرع، وهذا ما يوقعه في المخاطر في بداية الأنمي يقود طائرة التيفو الصغيرة إلى أن تتحطم في الاقتحام الكبير لقوات فيقا بقيادة بلاكي بعدها يظل دون طائرة إلى حين تجهيز سبايزر المزدوج التي صنعها مركز الأبحاث. |
| هيكارو                                  |                                         | فتاة رقيقة وطيبة وتحب الخير للجميع كما تحبه لنفسها.هي ابنة العجوز دامبي والأخت الكبرى لجورو تساعد أباها في مزرعته، أحبت دايسكي والجميع وحاربت مع جريندايزر في الثلث الأخير من الحلقات بواسطة السلاح الملاحي الذي صنعه مركز الأبحاث والذي يتيح لجريندايزر الغوص تحت الماء لأعماق بعيدة. |
| ماريا                                   |                                         | الأخت الصغرى لدوق فليد. أميرة كوكب فليد وابنة ملك كوكب فليد، تظهر في النصف الأخير من الأنمي حيث نجت بمساعدة أحد المخلصين لكوكب فليد حيث أنقذها من الموت وأخذها إلى الأرض واعتنى بها كأنها ابنته. وماريا متعددة المواهب والخبرات كأخيها، فهي ماهرة في ركوب الخيل وقناصة ماهرة وقفزاتها عالية وسرعتها فائقة ولها قدرة هائلة على التنبؤ بالمستقبل وأيضا تجيد قيادة المركبات الفضائية وكانت خير عون لأخيها وبقية الأبطال. عند انضمامها للفريق أوكلت لها مهمة قيادة السلاح الثاقب الذي يتيح للجريندايزر الحفر بسرعة عالية تحت الأرض والقتال منها وبحضور ماريا اكتمل فريق الجريندايزر. |
| جورو                                    |                                         | الأخ الأصغر لهيكارو وابن دامبي يتيم الأم يحب الجميع من حوله وله علاقة قوية مع أصدقائه مثل دايسكي وكوجي. |
| دامبي                                   |                                         | والد هيكارو وجورو. عجوز مرح وهو صاحب المزرعة القريبة من مركز الأبحاث.. يترقب رجال الفضاء بمرصاده دون تعب أو ملل شخصية فكاهية في الأنمي يصرخ كلما رأى صحن طائر يوفو يوفو يوفو، ولكنه في الجزء الآخر من المسلسل أصبح يبغض رجال الفضاء بعدما كادت ابنته هيكارو تموت على يد قوات فيغا. |
| الدكتور آمون                            |                                         | والد دايسكي بالتبني، وهو عالم فضاء والمشرف على القاعدة الأرضية والتي تسمى مركز أبحاث الفضاء.يرصد مركزه الأجسام التي تخترق الأرض ويصدر الدكتور أمون الأوامر لمقاتلة جنود فيغا وله الكثير من الفضل في الدفاع عن الأرض وأشرف على صنع كل من سبيزر المزدوج والسلاح المائي والسلاح الثاقب والغواصة البحرية الخارقة والكوزمو الخاص بالإضافة إلى العديد من الاختراعات الأخرى |
| هياشي                                   |                                         | هياشي أحد مساعدي الدكتور آمون وظيفته الرئيسية مراقبة الرادار الأرضي ومتابعة الفضاء. |
| يمادا                                   |                                         | يمادا أحد مساعدي الدكتور أمون في مركز الفضاء. |
| بانتا                                   |                                         | مزارع من مزرعة أخرى معجب بهيكارو وهو رجل ظريف وغالبا ما يتعارك مع كوجي. |
| بوس                                     |                                         | صديق مقرب لكوجي أيام ما كان كوجي يقود مازنجر زدوجريت مازنجر في أنمي آخر وقد أتى لزيارته على متن رجله الآلي بوس بوروت في إحدى حلقات جريندايزر. |

## فريق الشر
| أعداء جريندايزر في الفضاء (فريق الشر) | أعداء جريندايزر في الفضاء (فريق الشر) | أعداء جريندايزر في الفضاء (فريق الشر) |
| الاسم                                 | الصورة                                | الدور |
| ------------------------------------- | ------------------------------------- | --- |
| فيغا                                  |                                       | زعيم الشر في الأنمي حاكم نجم فيغا عادة ما ينادى باسم فيغا الكبير من قبل أتباعه، يمتلك جيشا كبيرا.حاكم العديد من الكواكب وله كوكب خاص به. كان سببا في تدمير الكثير من الكواكب والمدن. وهو الذي دمر الكوكب الذي كان يعيش فيه دايسكي وماريا وهو كوكب فليد. قضى على جميع أشكال الحياة في ذلك الكوكب هدفه السيطرة على الكون، كون لنفسه جيشا كبيرا وله أتباع وخدم يعملون ويضحون من أجله. في كل مرة يرسل صحونًا طائرة متوحشة إلى الأرض ليسطر عليها. |
| جاندال                                |                                       | الساعد الأيمن لفيغا الكبير.مخلص في عمله له خبرة واسعة في القتال.يمتلك قوة وسلطة على معظم جنود فيغا الكبير وفيغا يثق فيه كثيرا وذلك لإخلاصه الشديد هناك مخلوق شرير في داخل رأسه تدعى "السيدة جندال" ! |
| السيدة جاندال                         |                                       | السيدة جاندال هي قائدة في جيوش فيغا وامرأة خبيرة في أمور الحرب ولها ذكاء خارق يخشاه الجميع حتى جاندال نفسه، كثيراً ما تفرض رأيها في أمور الحرب. كانت في البداية تظهر على شكل قزم يخرج من خلال وجه جاندال، وأما بعد القضاء على بلاكي في الجزء الآخر من المسلسل أصبحت تظهر بوجه كامل.في نهاية المسلسل عرضت على الدكتور آمون أن تقتل فيغا مقابل إعطائها جزء من الأرض لتعيش عليها ولكنها لم تنجح بعدما وقف لها جاندال بالمرصاد.                  |
| زوريل                                 |                                       | القائد زوريل هو وزير علم فيغا مخطط حربي من الطراز الأول أرسله فيغا الكبير ليحل محل القائد بلاكي بعد الاطاحة به، لديه عقل الكتروني مكان عينه اليسرى وهو من نجم زوريل يعمل مع القائد جاندال لديه خبرة واسعة في تخطيط للحرب عرف نقاط ضعف جرينداايزر فاستغلها قتل ابنه في الحلقة 69 فبكى بكاءا مرا عليه وهو يحب روبينا خطيبة دوق فليد وقال فيغا الكبير اذا نجحت في القضاء على دوق فليد فمات نزيها في الحلقة72 هو وروبنا                         |
| بلاكي                                 |                                       | أحد قادة فيغا الكبير يصدرا الأوامر والمخططات وهو المسئول المباشر عن تدمير جريندايزر وهو خبيث وماكر يحب الخداع لا يصل إلى مستوى جاندال أو زوريل، يحاول أن يظهر نفسه كأفضل قائد من قواد فيغا الكبير وذلك كي يصبح الساعد الأيمن لفيغا. |
| جنود فيغا                             |                                       | يرتكز ظهور جنود فيغا في قيادتهم للمنيفو أثناء هجوم الصحن المتوحش على كوكب الأرض، لكنهم كجنود يقومون بالعديد من الأمور الأخرى. أحياناً نراهم يتولون الرادارات في السفن الفضائية الرئيسية وأحياناً نراهم في القواعد التي بنتها قوات فيغا على الأرض يعملون ويكدحون لإتمام العمل.. |

## مواصفات جريندايزر

دايزر

سبيزر

صُنِعَ جريندايزر في كوكب فليد المتطور علمياً، ولأن المركبة جريندايزر تعد من أقوى المركبات في الكون نظراً للتقنية العالية التي وضعت فيها، رغب زعيم كوكب فيغا في الاستيلاء عليها لتساعده في خطته في السيطرة على الكون.لكن دوق فليد أبى أن يسمح له بذلك فهرب بجريندايزر وأصبح يقاتل به قوات فيغا.
يتكون جريندايزر من قسمين رئيسيين هما دايزر وسبيزر
- دايزر: يمثل الرجل الآلي
- سبيزر: الصحن الطائر الذي يحمل الدايزر ولا يستطيع دايزر الطيران بدون سبيزر.
- مصدر طاقة جريندايز: مولد طاقة ضوئية (طاقة شمسيه)
- معدن التصنيع: معدن جرن الفضائي

### مواصفات دايزر
الطول: 30 م
الوزن: 275 طن
محيط العنق: 7,5 م
محيط الصدر: 30 م
محيط الذراع: 7,2 م
محيط الساق: 8,8 م
طول الذراع: 10,5 م
طول الساق: 16,3 م
محيط القدم: 5 م تقريباً
سرعة الركض: 700 كم/س
قوة القفز: 350 م (950 م باستخدام النفاثات الناريه للأرجل)
القدرة: 1,800,000 حصان (وتصل إلى 2,000,000 حصان)
قوة دايزر (القدرة الكاملة): غير معلومه حصان

### مواصفات سبيزر
- الطول: 34 م
- الطول عند اتحاده مع جريندايزر: 40 م
- الوزن: 150 طن
- الوزن الكلي مع جريندايزر: 430 طن
- السرعة في المجال الجوي: 9 ماخ.(ماخ هي سرعة الصوت)[19]
- السرعة في الفضاء الخارجي: سرعة الضوء

## أسلحة جريندايزر
يمتلك جريندايزر العديد من الأسلحة التي كان يستخدمها في المسلسل تجعله يصنف كآلي خارق، وهناك نوعان من الأسلحة التي تصدر من جريندايزر فهناك أسلحة الصادرة من دايزر وهناك الأسلحة الصادرة من سبيزر.

### الأسلحة الصادرة من سبيزر
| الأسلحة الصادرة من سبيزر | الأسلحة الصادرة من سبيزر | الأسلحة الصادرة من سبيزر |
| الاسم                    | الصورة                   | وصف السلاح |
| ------------------------ | ------------------------ | --- |
| الصحن الدوار             |                          | هذا الصحن مثبت على جناحي سبيزر وحين يقوم دوق فليد باستخدامه، تجد الصحن الدوار يدور في مكانه لثوانٍ ثم ينطلق إلى الهدف المراد تدميره.عادةً ما يستخدم الصحن الدوار ضد المينيفو، أي الصحون الطائرة الصغيرة التي تسبق هجوم الصحن المتوحش في العادة وأن كانت تستخدم أيضاً ضد هذه الوحوش. |
| الثاقب الدوار            |                          | يكون الثاقب الدوار داخل العلامة الحمراء التي على أجنحة سبيسر. حين يقوم دوق فليد باستخدام هذا السلاح يخرج مسدس صغير من العلامة الحمراء ويطلق طلقات صغيرة دوارة، أي الثاقب الدوار. هذا السلاح يستخدم كثيراً للمنيفو، لكنه يستخدم أيضاً ضد الصحن المتوحش.                             |
| الصحن الثاقب             |                          | هو ذاته السلاح السابق، لكن الفرق أن العلامة الحمراء التي على الجناح تطير من مكانها لتكون أقرب من الهدف المراد أصابته أثناء إطلاق الثاقب الدوار. |
| الرشاش الصاهر            |                          | قد يكون الرشاش الصاهر حمضاً أو سائلاً شديد الحرارة، المهم أنه يقوم بإذابة أي شيء يصيبه، يستخدم كثيراً ضد المينيفو، في لحظة تجد تلك الصحون الطائرة الصغيرة تختفي بعد أن يصيبها الرشاش الصاهر. وبالتأكيد يستخدم هذا السلاح ضد الصحن المتوحش في الكثير من الأوقات.                     |
| الأمواج المغناطيسية      |                          | أستخدم هذا السلاح مرة واحدة فقط، وهو عبارة عن أمواج مغناطيسية تصدر من جريندايزر، تصعق أي صحن متوحش يحاول الإمساك بجريندايزر خصوصاً في وقت تبديل المقاعد، حين يرغب دوق فليد بفصل جريندايزر عن سبيزر.                                                                               |
| مشوش الرادار             |                          | هذا السلاح عبارة عن غاز يصدر من مؤخرة سبيزر ليقوم بالتشويش على رادار العدو كي لا يتمكن من معرفة الاتجاه الذي يسلكه جريندايزر، في حال كان دوق فليد بحاجة للانسحاب من المعركة لأي سبب كان.                                                                                         |
| السرعة القصوى            |                          | قد لا تعد السرعة القصوى سلاحاً لدى جريندايزر، لكنها قطعاً أحد أفضل المميزات لديه.يقوم دوق فليد باختيار السرعة القصوى وذلك للوصول إلى موقع محدد أو مكان بعيد نزل إليه الصحن المتوحش، فينطلق جريندايزر في سرعة خيالية لدرجة أنه يبدوا للناظر ككرة لهب أو نقطة ضوء تمر بسرعة.         |

### الأسلحة الصادرة من دايزر
| الأسلحة الصادرة من دايزر | الأسلحة الصادرة من دايزر | الأسلحة الصادرة من دايزر |
| الاسم                    | الصورة                   | وصف السلاح |
| ------------------------ | ------------------------ | --- |
| قوس الكتف المرتد         |                          | سلاح فعال ينطلق قوس الكتف المرتد من كتفي جريندايزر ويقوم بقطع الصحن المتوحش ثم يعود إلى مكانة على كتفي جريندايزر. |
| الرزة المزدوجة           |                          | هذا السلاح فعال جداً لدى جريندايزر، وهو يستخدمه في جميع الحلقات تقريباً.هو عبارة عن خروج القطعتين اللتان على كتف جريندايزر ويليهما قضيب لكلاً منها ويلتحمان معاً ليشكلا الرزة المزدوجة.يقوم برمي الرزة المزدوجة على العدو أو يضربه بها. |
| الرزة المفردة            |                          | هي ذاتها السلاح السابق، لكن من دون التحام القضيبين معاً أي أن جريندايزر يقوم باستخدام فردة واحدة فقط.ومن الممكن أيضاً أن يستخدم كلا الفردتين معاً من دون أن يلحمهما الدوار. |
| رعد الفضاء               |                          | يخرج رعد الفضاء من قرون جريندايزر وهو يستخدم في العادة للقضاء على الصحن المتوحش بعد إصابته بالأسلحة الأخرى، حين يكون الصحن المتوحش مصاباً، يطلق دوق فليد رعد الفضاء لتفجير الصحن المتوحش والقضاء عليه نهائياً.يوجد حوالي ثلاث أشكال مختلفة من رعد الفضاء وهي رعد أخضر يخرج من قرونه ورعد أصفر يخرج من قرونه ورعد أصفر يخرج من قرونه وجزء من العين. |
| عاصفة مضادة للجاذبية     |                          | هو عبارة عن شعاع مضاد للجاذبية يخرج من صدر جريندايزر. يستخدم هذا السلاح لإبعاد الخصم عن جريندايزر حتى يتمكن من استخدام أسلحته الأخرى للقضاء على الصحن المتوحش. |
| لكمة اللولب الساحق       |                          | هذا السلاح هو الساعد الناري لدى جريندايزر، تقوم الشفرة الحمراء بالتحرك من مكانها لتصبح في المقدمة والدوران.من ثم تنطلق اليد بأكملها لتضرب العدو، ومن الممكن أن تطلق يد واحدة أو اثنتان في ذات الوقت وبعد أدائها لمهمتها تعود وتلتحم بجريندايزر.                                                                                                  |
| اللكمة اللولبية          |                          | شبيهاً بلكمة اللولب الساحق، لكن في هذا السلاح تتخذ الشفرة وضعية المروحة أثناء الدوران. هذا السلاح مثالي إذا كان جريندايزر يريد تدمير منطقة أكبر من الصحن المتوحش.و من الممكن أن تطلق يد واحدة أو اثنتان في ذات الوقت. |
| اللكمة الساحقة           |                          | تتخذ الشفرة مكانها في المقدمة كما في لكمة اللولب الساحق، لكنها في هذه المرة تغلق من الأمام ثم يقوم جريندايزر بإطلاق اليد دون أن تدور لتكون أشبه بقذيفة. ومن الممكن أن تطلق يد واحدة أو اثنتان في ذات الوقت. |
| لكمة دايزر               |                          | كأي لكمة عادية.تنطلق اليد من مكانها دون دوران باتجاه العدو ثم تعود إلى مكانها |
| اللولب الساحق            |                          | يستخدمه جريندايزر للحفر تحت الأرض واختراق الصخور، وعملياً قام بتدمير إحدى القواعد التي أقامتها قوات فيغا تحت الأرض باستخدام هذا السلاح. |
| شعاع اليد                |                          | لدى جريندايزر ثلاث فتحات في كلا اليدين، ومن هذه الفتحات يخرج شعاع اليد.هذا السلاح ليس فعالاً كباقي الأسلحة، ويستخدمه جريندايزر كثيرا في بداية المعارك وخصوصاً ضد المنيفو. |
| صاروخ اليد               |                          | هذا السلاح عبارة عن صواريخ تخرج من يدي جريندايزر وهو سلاح مدهش ورائع، وقد أستخدم هذا السلاح فقط مرتين خلال حلقات جريندايزر الـ 74 في حلقة رقم 47 و 66. |
| شعاع دايزر               |                          | أو شعاع العين هذا السلاح عبارة عن شعاع يخرج مع عيني جريندايزر، لكنه سلاح غير فعال كثيراً وقد أستخدم مرتين في الأنمي ولكنه ظهر في فلم جريندايزر وجريت مازنجر وجيتر روبوت يواجهون وحش الماء. |

## قاعدة جريندايزر

مخطط لمخبأ جريندايزر

قام الدكتور آمون بعد أن وجد جريندايزر على جبل فوجي بالصدفة بتبني دوق فليد كابن له وأعطاه اسم دايسكي وقام بتخبئة جريندايزر في مركز أبحاث الفضاء حيث بني تحت مركز الأبحاث قاعدة لجريندايزر من مخرج أساسي بالإضافة إلى سبعة مخارج مختلفة قليل ما يستخدمها جريندايزر. ظل المخبأ سريا حتى آخر حلقات المسلسل حيث تمكنت قوات فيغا من معرفة موقع قاعدة جريندايزر ومحاولة تدميرها.
عملية الانطلاق يأخذ الطريق الذي أمامه مباشرة ويخرج من مخرج سري في أحد جوانب مركز أبحاث الفضاء، حيث تفتح فتحة سرية من خلال شلال اصطناعي في مركز أبحاث الفضاء، أحيانا يقوم جريندايزر بأخذ أحد المخارج السبعة أما من أجل تضليل قوات فيغا أو من أجل الوصول السريع إلى موقع الهجوم، فحين يرغب دوق فليد في سلوك طريق آخر غير الشلال الصناعي فأنه ينزل بجريندايزر إلى الأسفل حيث توجد الطرق المؤدية إلى هذه البوابات، وهي 7بوابات، الطرق رقم 1 – 3 – 6 التي لم تستخدم أبدا في الأنمي.
| مخارج قاعدة جريندايزر     | مخارج قاعدة جريندايزر | مخارج قاعدة جريندايزر |
| ------------------------- | --------------------- | --- |
| المخرج الطبيعي            |                       | هذا المخرج هو من خلال الشلال الاصطناعي من على مركز أبحاث الفضاء وهو أكثر المخارج استخداما في حلقات الأنمي.                                                                                          |
| المخارج السبعة            |                       | هذه المخارج ينزل إليها جريندايزر من المستوى الأعلى كي يطير من خلال أحد المخارج السبعة حيث يلتف جريندايزر ليختار المخرج المناسب وقد أستخدم فقط أربعة منها في الأنمي وهي 2-4-5-7                      |
| رسم توضيحي للمخارج السبعة |                       | رسم توضيحي يبين أماكن المخارج السبعة من تحت الأرض حيث توجد قاعدة جريندايزر تحت مركز علوم الفضاء الموضح في الصورة.                                                                                   |
| المخرج رقم 2              |                       | ينطلق جريندايزر خلال كهفين كبيرين في جبلين اثنين، لينتهي به المطاف خارجا من بين الأشجار الكثيفة لأحدى الغابات القريبة أستخدم في الحلقة رقم 45.                                                      |
| المخرج رقم 4              |                       | ينطلق جريندايزر خلال جبل بركاني ويعبر في طريق أنشأ خصيصاً لعبور جريندايزر والحمم البركانية تبدوا في الأسفل أثناء انطلاقه، لينتهي به المطاف خارجاً من الجانب الآخر للجبل.أستخدم في الحلقات رقم 35 و 50 |
| المخرج رقم 5              |                       | ينطلق جريندايزر خلال طريق كالأنبوب لينتهي به المطاف خارجاً من تحت سطح البحيرة القريبة حيث يخرج من خلال الماء وقد استخدم في الحلقة 32 و 41 و 44                                                       |
| المخرج رقم 7              |                       | ينطلق جريندايزر خلال كهوف جليدية لينتهي به المطاف خارجاً من شلال ماء بعيد بعض الشيء عن مركز أبحاث الفضاء.                                                                                            |

## المركبات الفضائية

### التيفو
| مركبة التيفو      |  | صحن طائر صنعه كوجي ليجري فيه تجاربه حول كيفية تحليق الصحون الطائرة والمثير في الأمر أن هذا الصحن مصنوع من الجابانيوم (نفس المادة التي صنع منها مازينجر زد) ولقد دمر هذا الصحن في الثلث الأول من حلقات جريندايزر وبشكل نهائي عند معركته ضد الوحوش والمينيفو كونها ليست مركبة حربية وإنما عادية - مواصفات التيفو: الطول: 7,5 متر، الوزن: 1,2 طن، السرعة: 4 ماخ. |
| الملاح            |  | كوجي كبوتو |
| الأسلحة (الصاروخ) |  | لهذه المركبة سلاح واحد وهو الصاروخ. |

### سبيزر المزدوج
| مركبة سبيزر المزدوج              |  | صنعه الدكتور أمون تعتبر هذه المركبة من أهم المركبات التي ساعدت جريندايزر كثيرا في التغلب على أعدائه لأن وحوش فيغا طورت أساليبها في القتال وأصبحت أكثر قوة من سابقاتها وبفضل تلك المركبة صار بإمكان لجريندايزر المراوغة والقتال في الجو بشكل أفضل وقد قادها كوجي بعد تحطم التيفو بداء كوجي باستخدامها في الحلقة 35 - مواصفات سبيزر المزدوج: لطول من الجناح إلى الجناح: 30 متر، الوزن: 90 طن، السرعة: 4 ماخ، يمكنها التحليق حتى ارتفاع 60000 متر. |
| الملاح                           |  | كوجي كبوتو |
| سلاح 1 (شعاع الإعصار)            |  | شعاع فعال جداً يخرج من جناحي سبيزر المزدوج. وقد تم اختراع هذا الشعاع قبل صنع سبيزر المزدوج ويعد من أقوى أسلحة المركبة. |
| سلاح2 (الصاروخ المزدوج)          |  | صاروخان ينطلقان معاً من مقدمة سبيزر المزدوج ليصيبا المينيفو ويدمرانها. |
| سلاح3 (القاطع المزدوج)           |  | قطعتين موجودتين على كلا الجناحين، تنطلقان وتلتحمان لتكون قطعة واحدة مكونة القاطع المزدوج الذي يقطع المينيفو ثم يعود إلى مكانه (كل قطعة على جناح). |
| جريندايزر ملتحم مع سبيزر المزدوج |  | . |

### السلاح المائي
| مركبة السلاح المائي              |  | أحد نقاط ضعف جريندايزر أنه لا يقاتل بشكل كامل تحت الماء بعد أن اكتشف قادة فيغا أن جريندايزر ضعيف في القتال في الماء، قام الدكتور أمون بصناعة السلاح المائي وقادتها هيكارو واستطاع جريندايزر القتال في الماء بكل سهولة بمجرد أن يتحد معها وضعف تلك المركبة أنها تغوص في عمق محدد ولا يمكنها أن تتجاوز الحد المسموح لها. بدأت هيكارو باستخدامها في حلقة 41 - مواصفات السلاح المائي: الطول: 25 م، الوزن: 90 طن، السرعة في الماء: 40 عقدة. |
| الملاح                           |  | هيكارو ماكيبا |
| سلاح 1 (القاطع المائي)           |  | أقوى أسلحة سبيزر المائي هو القاطع المائي الذي يقطع المينيفو ويعود إلى مكانه فوق سبيزر المائي.. |
| سلاح2 (الصاروخ الملاحي)          |  | ينطلق الصاروخ المائي من جناحي سبيزر المائي، وهو صاروخ مزدوج حيث ينطلق صاروخان في كل مرة. مثالي للاستخدام تحت سطح البحر. |
| سلاح3 (شعاع البحر)               |  | شعاع ينطلق من مقدمة سبيزر المائي ليدمر المينيفو.. |
| سلاح4 (الصاروخ المائي)           |  | ينطلق الصاروخ المائي من جناحي السلاح المائي وهو صاروخ مزدوج حيث ينطلق صاروخان في كل مرة. وهو مثالي للاستخدام تحت سطح البحر. . |
| جريندايزر ملتحم مع السلاح المائي |  | . |

### السلاح الثاقب
| مركبة السلاح الثاقب              |  | أحد نقاط ضعف جريندايزر أنه لا يستطيع حفر الأنفاق الطويلة داخل الصخور أو على الأرض ولهذا قام الدكتور أمون بصناعة السلاح الثاقب وقادها كوجي في البداية ولما انضمت ماريا إلى الفريق ترك كوجي قيادة تلك المركبة وأعطي إليها قيادة تلك المركبة تتميز هذه المركبة بقدرتها الفائقة على حفر الأنفاق ولمسافات طويلة ونقطة ضعفها أنها لا تقاتل في الماء. - مواصفات السلاح الملاحي: الطول: 25 متر، الوزن: 130 طن، السرعة عند الحفر: 2 ماخ، السرعة عند الطيران: 4 ماخ. |
| الملاح                           |  | ماريا فليد |
| سلاح 1 (القنبلة المضيئة)         |  | كرة من نار تنطلق من فوق سبيزر الثاقب لتدمر المينيفو.سلاح فعال جداً ويعد من أقوى أسلحة سبيزر الثاقب.. |
| سلاح2 (الصاروخ الثاقب)           |  | ينطلق الصاروخ الثاقب من جناحي سبيزر الثاقب، وهو صاروخ مزدوج حيث ينطلق صاروخان في كل مرة. |
| سلاح3 (الشعاع الثاقب)            |  | ينطلق هذا الإشعاع من مقدمة سبيزر الثاقب، وتحديداً من الثاقب المثبت في مقدمة المركبة.. |
| جريندايزر ملتحم مع السلاح الثاقب |  | . |

## تاريخ عرض الأنمي
في اليابان عرض برنامج الأنمي لأول مرة من 5 أكتوبر، 1975 إلى 27 فبراير، 1977. تاريخ عرض الدبلجة العربية لأول مرة معلومة حالياً مجهول منها، ولكن من المعروف أن الأنمي عرض على تلفزيون لبنان. حالياً إن برنامج الأنمي يعاد عرضه للجيل الحالي على قناة نون للأطفال وعدة قنوات أخرى.

## دوق فليد وجريندايزر

دايسكي أتناء تحوله لدوق فليد

هنا وصف لعملية قيام دايسكي بالذهاب نحو جريندايزر: ما أن يتلقى دايسكي خبر هجوم قوات فيغا على كوكب الأرض حتى ينطلق مسرعاً في ممر ضيق يؤدي في نهايته إلى فتحة لها غطاء يرمي بنفسه بها وبعد الانحدار لمسافة قصيرة ينزل دايسكي على مركبة صغيرة توصله إلى حيث الجريندايزر، ومن ثم يشغلها وينطلق بها في طريق أُنشئ خصيصاً له.وبعد التوجه يفتح الطريق الذي سينزل منه دايسكي إلى جريندايزر، وينزل دايسكي بالمركبة التي يقودها لكن المركبة تكمل طريقها إلى الفتحة المقابلة وأثناء قفزه وقبل وصوله إلى جريندايزر، يصرخ دايسكي بأعلى صوته دوق فليد.ثم يتغير لباسه بالكامل وينزل إلى قمرة القيادة في جريندايزر مستعداُ لمواجهة العدو.

## دمى جريندايزر وألعاب الحاسب
- 1 -سول اوف تشوغوكن جريندايزر GX-04b بلاك (بالإنجليزية: GX-04B Grendizer Black)
- 2- سول اوف تشوغوكن جريندايزرGX-04S بالإنجليزية (بالإنجليزية: SOUL OF CHOGOKIN GX-04S GRENDIZER)[20]

""" سول اوف تشوغوكن جريندايزر GX-04S إحدى ألعاب جريندايزر المشهورة
جزء من سول اوف تشوغوكن جريندايزر GX-04b بلاك

## وصلات خارجية
- Grendizer Fan Site
- Grendizer.Net موقع جريندايزر عربي/إنجليزي
- في قاعدة أفلام الإنترنت
- جريندايزر على موقع IMDb (الإنجليزية)
- جريندايزر على موقع كينوبويسك (الروسية)
- جريندايزر على موقع ألو سيني (الفرنسية)
- جريندايزر على موقع قاعدة بيانات الفيلم (الإنجليزية)
- جريندايزر على موقع ANN anime (الإنجليزية)